# Revin
Revin è uno dei comuni della Francia, con 7 424 abitanti nel dipartimento delle Ardenne, regione del Grande Est.

## Società

### Evoluzione demografica
Abitanti censiti